# IC 1502
IC 1502 ist eine linsenförmige Galaxie vom Hubble-Typ S0/a im Sternbild Cepheus am Nordsternhimmel. Sie ist schätzungsweise 97 Millionen Lichtjahre von der Milchstraße entfernt und hat einen Durchmesser von etwa 25.000 Lichtjahren.
Das Objekt wurde am 15. Oktober 1891 von Lewis Swift entdeckt.